# Pero hoedularia
Pero hoedularia är en fjärilsart som beskrevs av Achille Guenée 1858. Pero hoedularia ingår i släktet Pero och familjen mätare. Inga underarter finns listade i Catalogue of Life.